# Tockers
Gabriel Claumann (Santa Cruz do Sul, 21 de agosto de 1996), mais conhecido publicamente como tockers, é um ex-jogador profissional brasileiro que atuava como mid laner e atualmente técnico de League of Legends na RED Canids. Após brevemente se aposentar do LoL entre 2020 e 2025, atuou como IGL (in-game leader) de Valorant pela Liberty.

## Carreira
Quando jogador de League of Legends, iniciou sua carreira na AceZone e-Sports, em 2013, e teve uma rápida passagem pela Sexy Sem Ser Vulgar em 2014. Ficou conhecido nacionalmente ao disputar o CBLoL pela primeira vez ainda em 2014, com a então recém-formada INTZ e-Sports. Pelos Intrépidos, venceu a primeira etapa de 2015, o CBLoL Pós-Temporada do mesmo ano, bem como as duas etapas do ano de 2016. O mid laner disputou ainda o Mundial de League of Legends de 2016, realizados nos Estados Unidos e, apesar da equipe brasileira conquistar apenas uma vitória no torneio, esse triunfo foi sobre a chinesa Edward Gaming, grande favorita no confronto. No final de 2016, quando teve seu contrato encerrado com a INTZ, o jogador foi contratado pela RED Canids, que reformulava seu elenco. Atuando pela nova equipe, conquistou seu quarto título do CBLoL já na primeira etapa de 2017. Na segunda etapa de 2017, ainda jogando pela RED Canids conseguiu a segunda colocação na fase regular, mas ficou em terceiro nos playoffs.
No final de 2017, o jogador deixou a equipe para jogar na Vivo Keyd, jogando novamente com os seus ex-companheiros de INTZ, chegando aos playoffs da primeira etapa com uma terceira colocação na fase regular, mas acabou perdendo na grande final para a equipe da KaBuM. A segunda etapa de 2018 e os anos seguintes acabaram sendo abaixo do esperado tanto para a equipe quanto para o jogador, amargando um rebaixamento para o Circuitão para a equipe no final do ano de 2019. O jogador participou como midlaner da Segunda Etapa do Circuito Desafiante de 2019 pela então Havan Liberty. Já para a primeira etapa de 2020, o jogador acabou virando o técnico auxiliar da equipe juntamente com o treinador principal, o português Renato "Raven" Dimas. No final de 2020, ele acabou tomando a decisão de se aposentar completamente do League of Legends, buscando novos rumos em outros jogos.
Em 2022, com o anúncio do cenário competitivo de Valorant e do VCT Américas, tockers foi anunciado como IGL da Liberty Esports, recém reformulada para disputar o VCT Challengers Brasil por uma vaga no campeonato principal. A parceria não durou muito, e tockers deixou a equipe no início de agosto de 2023.

## Títulos

##### INTZ
- CBLOL: 2015 (1ª etapa) e 2016 (1ª e 2ª etapa)
- CBLOL Pós-Temporada: 2015

##### RED Canids
- CBLOL: 2017 (1ª etapa)